# David Kross
David Kross (* 4. července 1990 Bargteheide, Německo) je německý herec.
David Kross hrál v několika německých filmech (např. hlavní role ve filmech Drsňák nebo Krabat), ale mezinárodní věhlas získal až po jedné z hlavních rolí ve filmu Předčítač. Od té doby hrál v několika zahraničních filmech.